# Evander Holyfield
Evander Holyfield (sinh ngày 19 tháng 10 năm 1962) là một võ sĩ quyền anh chuyên nghiệp người Mỹ. Ông là cựu Vô địch thế giới Undisputed trong cả hai hạng Cruiserweight và hạng nặng, nổi tiếng với biệt danh "The Real Deal." Sau khi giành huy chương đồng trong hạng Light Heavyweight tại Thế vận hội mùa hè năm 1984, ông ra mắt như là một vận động viên chuyên nghiệp ở tuổi 21.
Holyfield chuyển lên hạng Cruiserweight vào năm 1985 và giành danh hiệu đầu tiên của mình năm sau, khi anh đánh bại Dwight Muhammad Qawi để chiếm đai WBA Cruiserweight. Sau đó anh đánh bại Ricky Parkey và Carlos De Leon để giành danh hiệu của Lineal, IBF và WBC, trở thành nhà vô địch Undisputed Cruiserweight Champion. Holyfield chuyển đến hạng nặng vào năm 1988, đánh bại Buster Douglas Ring, giành danh hiệu Lineal, WBC, WBA và IBF trong năm 1990.
Evander Holyfield nắm giữ chiến thắng đáng chú ý khác vượt các đối thủ như: George Foreman, Larry Holmes, Riddick Bowe, Ray Mercer, Mike Tyson (x2), Michael Moorer, John Ruiz, Michael Dokes và Hasim Rahman. Holyfield là người duy nhất 4 lần đạt danh hiệu Vô dịch Hạng nặng Thế giới (World Heavyweight Champion), giành danh hiệu WBA, WBC và IBF năm 1990, danh hiệu WBA và IBF năm 1993 và danh hiệu WBA vào năm 1996 và 2000.
Holyfield trong trận tái đấu với Mike Tyson năm 1997, trong đó hành động Tyson cắn tai Holyfield đã trở thành một trong những sự kiện tai tiếng nhất của lịch sử quyền anh nhà nghề.

## Phá sản
Evander Holyfield từng kiếm được khối tài sản khổng lồ lên tới 250 triệu USD nhờ sự nghiệp lẫy lừng, nhưng giờ thì anh trắng túi.